# Akvarium (film)
 For alternative betydninger, se Akvarium (flertydig). (Se også artikler, som begynder med Akvarium)
Akvarium er en dansk kortfilm fra 2012 instrueret af Lars Drost Hundebøll.

## Handling
Filmen er opstået ud fra den opfattelse, at ældre mennesker ofte melder sig ud af samfundet når de går på pension. De vælger ikke længere at tage stilling til eller være en aktiv del af samfundet. De har brug for et skub engang imellem for igen at komme i gang med livet. Denne ret generaliserende tanke om alderdommen afspejles, I filmen, igennem Sten og hans fisk.

## Medvirkende
- Ejnar Gensøe, Sten
- Morten Rose, Frederik
- Søren Lundvall Danielsen, Postbud